# Leão-marinho-da-patagônia
O leão-marinho-da-patagônia (Otaria flavescens, antigamente Otaria byronia), também chamado de leão-marinho-do-sul, é uma espécie de leão-marinho da família Otariidae encontrado no Chile, Equador, Peru, Uruguai, Argentina e nas costas do sul do Brasil. É o único membro do gênero Otaria. Nos países sul-americanos de língua espanhola, é conhecido por vários nomes, mais comumente como lobo marino ou león marino (leão-marinho) ou ainda otario de la Patagonia.

## Descrição
O leão-marinho-da-patagônia é, talvez, o leão-marinho com a aparência mais incomum das espécies de leão-marinho conhecidas. Os machos têm uma cabeça muito grande, com uma juba bem desenvolvida, tornando-o mais parecido com um leão do que os outros representantes da família Otariidae. Eles tem o dobro do tamanho e do peso das fêmeas. Os machos geralmente são marrons e as fêmeas são de cor alaranjada, com focinhos arrebitados. Os filhotes nascem acinzentados na região do ventre e pretos ou de cor-chocolate na região dorsal.

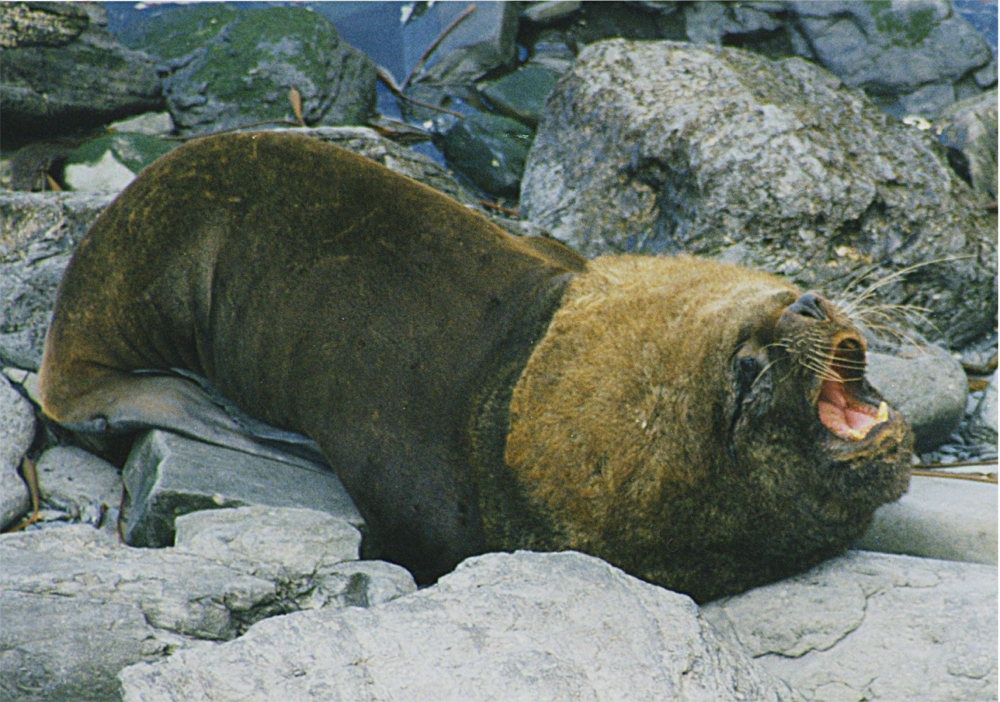
Leão-marinho-da-patagônia (Otaria flavescens)

O tamanho e peso do leão-marinho-da-patagônia pode variar consideravelmente. Os machos adultos podem crescer mais de 2,73 m e pesar até 350 kg.  As fêmeas adultas crescem até 1,8-2 m  e pesam cerca de metade do peso dos machos, cerca de 150 kg . Esta espécie é a que apresenta mais dimorfismo sexual entre os leões-marinhos.

## Distribuição geográfica
O leão-marinho sul-americano é encontrado ao longo das costas e ilhas da América do Sul, a partir de Peru ao sul para o Chile e no Pacífico e depois  para o sul do Brasil no Atlântico. Ele viaja para o norte durante o inverno e primavera e vai para o sul para procriar. Colônias reprodutivas notáveis incluem a Ilha de Lobos, no Uruguai, Península Valdés, na Argentina, Canal Beagle e as Ilhas Malvinas. Alguns indivíduos foram observados  vagando tão ao norte como do sul do Equador, embora aparentemente eles nunca procriaram por lá.
Leões-marinhos-da-patagônia preferem se reproduzir em praias de areia, embora se reproduzam em praias de cascalho, rochosas ou  de seixos também. Eles também pode ser vistos em penhascos rochosos planos com poças de maré. Colônias de leões-marinhos tendem a ser pequenas e dispersas, especialmente em praias rochosas. As colônias tornam os espaços entre cada indivíduo quando está quente e ensolarado. Eles também podem ser encontrados em portos e cais, mas não se reproduzem lá.

## Dieta
Leões-marinhos-da-patagônia caçam inúmeras espécies de peixes, incluindo a pescada argentina, garoupas, arenques e anchovas. Eles também comem cefalópodes , como a lula-da-patagônia (Doryteuthis gahi) e polvos.  Eles ainda foram observados predando pinguins, pelicanos e jovens focas sul-americanas. Leões-marinhos da América do Sul podem forragear o fundo do oceano procurando por uma presa em movimento lento ou caçar no mar aberto em grupos, dependendo da área. Quando capturada, a presa é sacudida violentamente e dilacerada. São também predadores oportunistas, pois leões-marinhos-da-patagônia já foram observados tirando proveito dos esforços de caça de golfinhos-escuros, alimentando-se dos peixes que os golfinhos caçam em grupos. Os próprios leões-marinhos são presados por orcas e grandes tubarões, e são ainda, parasitados pelo morcego-vampiro na Ilha Pan de Azúcar.

## Comportamento social e reprodução
O acasalamento ocorre entre agosto e dezembro, e os filhotes nascem entre dezembro e fevereiro. Os machos chegam primeiro nas praias, para estabelecer e defender territórios, mas, em seguida, mudam para defender as fêmeas quando elas chegam.  Um macho defende suas fêmeas agressivamente em seu território e defende tanto dos vizinhos quanto de intrusos. Em praias rochosas, os machos estabelecem territórios onde as fêmeas vão para se refrescar e mantê-los até o fim da temporada. Na rochas ou praias, os machos têm territórios perto do mar e monopolizam as fêmeas que tentando obter acesso ao mar. O número de lutas reais entre os machos depende da número de fêmeas no cio.  Quanto mais cedo macho chega ao local o maior será o seu mandato e mais com fêmeas ele vai se acasalar. Os machos são geralmente capazes de manter cerca de três a cinco fêmeas em seu harém, mas alguns têm muitas como 18 ou mais. 
Durante a época de reprodução, os machos que não conseguem proteger os territórios e haréns por muito tempo, na maioria das vezes sub-adultos, fará ataques ao grupo, na tentativa de alterar o status do macho dominante e ganhar acesso às fêmeas.  Ataques em grupo são mais comuns em areia do que as praias rochosas. Esses ataques causam caos nos haréns de criação, muitas vezes separando as mães de seus filhotes. Os machos residentes vão tentar lutar contra os invasores e manter todas as fêmeas em seus limites territoriais. Invasores são muitas vezes mal-sucedidos na obtenção de uma fêmea, no entanto, alguns são capazes de capturar algumas fêmeas ou até mesmo ficar na área de criação com uma ou mais delas.  Às vezes, um macho invasor irá raptar filhotes, possivelmente como uma tentativa de controlar e atrair as fêmeas.  Eles também ter filhotes como substitutos para fêmeas maduras. Sub-adultos vão pastorear seus filhotes capturados e impedi-los de escapar, muito parecido com o que os machos adultos fazem para as fêmeas. Enquanto sequestra filhotes machos não dá benefícios reprodutivos imediatos, esses homens podem ganhar experiência no controle das fêmeas. Os filhotes são, por vezes gravemente feridos ou mortos durante os sequestros. 
Leoas-marinhas permanecem com seus filhotes recém-nascidos por quase uma semana antes de fazer rotina de se retirar durante três dias de viagens para se alimentar no mar e voltando para amamentar os filhotes.  Eles vão agir agressivamente para outras fêmeas que vêm perto de seus filhotes, bem como filhotes invasores que tentam obter leite de sua mãe com eles. Filhotes entram na água com cerca de quatro semanas e são desmamados aos 12 meses. Isso normalmente é quando a mãe dá à luz um novo filhote. Filhotes gradualmente passou mais tempo próximos do mar, para desenvolver suas habilidades de natação. Porém lá podem ser vítimas de orcas, que usam uma técnica chamada encalhe intencional, na qual literalmente surfam até a praia para capturar os filhotes que estão aprendendo a nadar. Tal feito é muito perigoso, pois algumas orcas podem encalhar e morrer na praia. 
Leões-marinhos-da-patagônia são observados executando várias vocalizações e chamados que diferem os sexos e idades. Os machos adultos fazem chamadas de alta-frequência durante as interações agressivas, rugem ao estabelecer territórios, rosnam ao interagir com as fêmeas, e exalações que são feitas depois de encontros agonísticos. As fêmeas que têm filhotes fazem o que é conhecido com "chamada primária",no qual mãe interage com seus filhotes, e grunhidos durante encontros agressivos com outras fêmeas.  Os filhotes de leão-marinho fazem o que se chama "chamadas primárias dos filhote", onde se comunicam entre si e com suas mães. Algumas dessas vocalizações e características acústicas pode apoiar individualidade.

## As interações humanas
Os Moche, povos antigos do Peru adoravam o mar e seus animais. Eles muitas vezes representavam leões-marinhos da América do Sul em sua arte.  Duas estátuas desta espécie são o símbolo da cidade de Mar del Plata.
Os povos indígenas da América do Sul exploravam essa espécie há milênios e pelos europeus em todo o século 16.  A caça desde então tem ido para baixo e a espécie hoje não é mais ameaçada. A espécie é protegida na maior parte da sua gama. Vários parques e áreas protegidas em viveiros  existem para os leões-marinhos.  Apesar disso, os regulamentos de proteção não são efetivamente aplicadas em grande parte da gama do animal.
A população total de leões-marinhos é considerada estável. A estimativa da população é 265.000 animais. Eles estão aumentando na Patagônia argentina, mas estão diminuindo no Chile e no Uruguai. Muitos leões marinhos da população peruana morreram em 1997/1998, no fenômeno climático El Niño.  Eles ainda são mortos devido a hábitos de roubar peixes e por serem capturados em redes de pesca. A poluição do mar também ameaça a populaçao da espécie, pois alguns leões marinhos no porto de Mar del Plata foram encontrados com produtos químicos tóxicos e metais pesados em seus sistemas digestivos,